# Oskar Olsen
Oskar Viktor Olsen (ur. 17 października 1897 w Oslo, zm. 28 grudnia 1956 tamże) – norweski łyżwiarz szybki, srebrny medalista olimpijski.

## Kariera
Największy sukces w karierze Oskar Olsen osiągnął w 1924 roku, kiedy podczas igrzysk olimpijskich w Chamonix zdobył srebrny medal w biegu na 500 m. W zawodach tych wyprzedził go jedynie Amerykanin Charles Jewtraw, a trzecie miejsce ex aequo zajęli Roald Larsen z Norwegii i Clas Thunberg z Finlandii. Na tych samych igrzyskach Olsen był też szósty w biegu na 1500 m. Na rozgrywanych cztery lata później igrzyskach w Sankt Moritz był dziewiąty na 500 m.
Ponadto Olsen zdobył brązowe medale na mistrzostwach Europy w wieloboju w Oslo w 1924 roku oraz rozgrywanych rok później mistrzostwach Europy w Sankt Moritz. Zajął także siódme miejsce podczas mistrzostw świata w Sztokholmie w 1923 roku, co był jego najlepszym wynikiem na zawodach tego cyklu. W 1926 roku został mistrzem Norwegii na 500 m.
Po zakończeniu kariery w 1928 roku został prezydentem Norweskiego Związku Łyżwiarskiego (NSB), najpierw w 1931 roku, a następnie w latach 1949-1952.
Jego brat, Henning Olsen również był panczenistą.